# Sahlgrensgatan

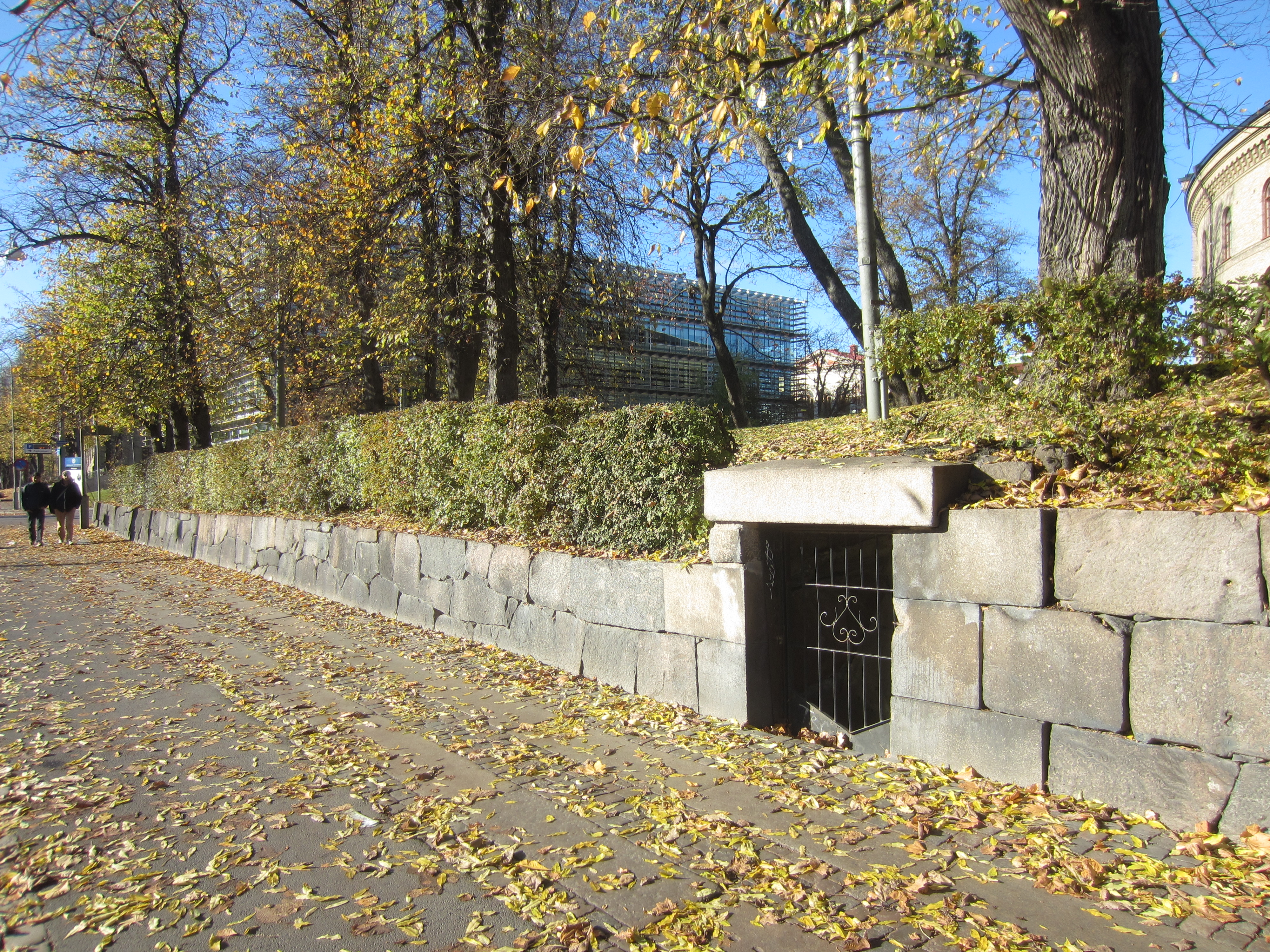
Sahlgrensgatan utmed Carolus Dux med grinden till en murad gång.

Sahlgrensgatan är en gata i stadsdelen Inom Vallgraven i centrala Göteborg. Gatan är cirka 330 meter lång, och sträcker sig från rondellen vid Rosenlundsbron, Rosenlundsplatsen och Hvitfeldtsplatsen till Västra Hamngatan.
Gatan fick sitt namn 1882 till minne av Nicolaus Sahlgren. Ett äldre namn på gatan var Jungfrustigen, eftersom flickorna i familjerna ofta gick här på sin väg till fisk- och grönsaksmarknaderna.
I det åttonde kvarteret, på tomt nr 21, låg det tredje Sahlgrenska sjukhuset 1855-1900.
Utmed Sahlgrensgatans norra sida ligger de murar, som hör till bastionen Carolus Dux. När denna revs lämnades relativt mycket kvar av anläggningen. Marken innanför muren ligger därför högre än omgivningen. Under marknivån är tre murade gångar och ett par rum bevarade från bastionen.